# 동방췌몽상 ~ Immaterial and Missing Power
《동방췌몽상 ~ Immaterial and Missing Power》(일본어: 東方萃夢想 〜 Immaterial and Missing Power. 도호스이무소[*])은 상하이 앨리스 환악단과 황혼 프론티어와의 처음으로 공동으로 제작한 외전 작품이자, 최초의 격투형 게임이다.

## 개요
본작은 동방 프로젝트의 등장 인물을 기용한 대전 격투 게임이다. 게임 제작은 황혼 프론티어가 담당하였고, ZUN은 감수 및 텍스트 부분(필살기 이름 등을 포함하여 설명된 모든 부분), 기술이나 복장등의 설정, 일부 악곡이나 시스템 그래픽, 재킷과 CD 레이블, 새로운 등장인물 등을 담당하였다.. 등장인물은 후속작인 《영야초》의 플레이어 캐릭터 8명과, 《홍마향》의 4면 보스 캐릭터인 〈파추리 널리지〉에 새로운 1명을 더한 10명이다. 공식 웹사이트에서 배포된 패치를 적용하고, 주어진 조건을 만족하면 《홍마향》의 3면 보스인 〈홍 메이링〉이 추가되어 11명이 되지만, 스토리 모드에는 등장하지 않는다.

## 줄거리
《요요몽》에서 발생한 춘설이변이 해결되고, 환상향의 오랜 겨울이 끝났다. 하쿠레이 레이무 일행은 끝없이 3일을 두고 연회를 반복했다. 또 이 연회 때마다 수상한 요무이 발생했다. 끝없는 연회와 안개로 소녀들은 의심을 더해 이변의 원인을 규명하려고 움직이기 시작했다. 이 이변의 발생은 신문 기자인 샤메이 마루 아야의 신문 기사로 밀려 그 기사에는 "사흘 간격의 백귀 야행"이라고 제목이 붙어 있다[4].
이변의 범인은 환상향에서 사라진 종족인 귀신의 이부키 스이카. 춘설 이변의 영향에서 꽃놀이 잔치를 바라보고 즐길 수 있는 기간이 짧았다는 점을 불만으로 여기고 자신의 능력으로 환상향 중에 스스로를 안개처럼 확산시키면서 인요들의 마음을 췌한( 있다). 것에서 연회를 몇번이나 실시하도록 하고 있었다.
환상 마을에서는 오니 퇴치의 방법을 잃었는데 소녀들은 오니를 퇴치하지 못 했다. 그러나 그 후 안개는 사라지고, 연회의 횟수도 점차 줄어 갔다.

## 기본 시스템
본작은 대전 격투 게임이라는 장르의 차이에 의해, 시스템 면에서 큰 차이를 보인다.

### 플레이어 캐릭터
우선 성능의 다른 여러 등장 인물 중 한명을 선택. 그 후 스펠 카드 두장을 선택한다 (스펠 카드에 대해서는 후 술). 처음엔 6명만 선택할 수 있지만 조건을 채우는 것으로 선택 가능한 인물이 늘어 가고, 최종적으로는 11명이 선택 가능하다

### 특수동작
- 대시, 빠른 점프

이동 키를 두 번 연속 입력하거나 D버튼 + 이동 키를 사용하면 대시, 공중 대시, 고속 이동이 가능하다. 공중 대쉬는 통상 2회, 레밀리아만 3회까지 횟수 제한이 있다. 대시 중 공중 돌진 중 및 고속 점프의 상승 중에는 후술 하는 그레이즈드 상태가 되기 위해 본작에서 가장 중요한 회피 수단의 하나.
- 그레이즈

상술의 대시, 공중 대쉬 고속 점프 상승 중 외에 일부 공격 기술 발동 중 등에 부여되는 상태. 사격 속성의 공격(이른바 총)에 접촉한 경우 그레이즈드(Graze, 동백 스리)으로 타격을 받지 않는다. 이 타메모토작에서는 일견 회피 불능인 사격 탄막에 대해 질주로 파고든다는 선택이 기본이다. 다만 그레이즈드 무효(사격 속성이 아니라)총도 존재한다.
- 영격 (폭탄)

봄을 사용하고 적을 날려공격. 공격 범위는 좁지만 일정 시간 무적, 가드 중 및 공격을취소 하고 발동시킬 수 있다. 이를 이용해 연속 공격(콤보)를 지속하거나 가드 취소로 적의 연속 공격으로부터 탈출하거나 하는 것에 이용된다.
- 가드

상단가드, 하단가드, 공중가드 3종류로 분리되지만 적절치 못한 가드를 실시했을 경우에서도, 가드가 가능하게 되어 있다(하단 공격을 서서 방어하는 등). 그러나 부적절한 가드를 하거나 사격 공격을 방어한 경우영력이 감소한다.
- 크래시 공격

통상 공격보다는 위력이 높다. 보호된 경우에도 상대가 가드 방향을 잘못하면 일격에 영력을 0으로 할 수 있다.
- 카드 선언

스펠 카드를 사용하기 위해서 필요한 동작 카드 선언을 하면 자신의 체력 게이지의 붉게 표시된 부분이 회복하고 일정 시간 맞춤 카드를 사용한 공격이 가능하다. 자세한 것은 후 술.

### 매개 변수 관계
잔기
스토리 모드의 플레이어 측에만 설정되어 있다. 카드를 모두 잃고 감소하고 잔기가 없는 상태에서 카드를 모두 잃으면 게임 오버가 된다. 잔기를 소비했다고 하더라도 마지막까지 적에게 준 타격은 그대로 전투를 속행할 수 있다. 초기 상태는 2대에서 특정 면에서 엑스텐드가 발생해 최대 4대까지 증가한다.
라이프
적의 공격을 받으면 줄어들고 떨어지면 카드를 잃는다.
부력
공격을 대고 따라 방어하는, 그레이즈드를 하는 등 증가하고 스펠 카드 공격을 하고 소비한다. 최대 9까지 저장 가능.
영력
탄막, 스펠 카드를 사용해 탄막을 방어하는 부적절한 가드를 실시하는 등으로 감소 시간 경과하면 자동적으로 회복한다. 떨어지면 일정 시간에 "기죽은"상태가 되어, 일정 시간 행동 불능이 되는 행동 외에 가드 해도 타격을 받게 되며 공중 가드도 안 된다."기죽은"상태가 되면 부러지고 끊어진 듯한 소리가 났다.
이 후 영력 게이지가 빨간 색으로 된 회복하지만 완전히 회복하고"칭"이라는 소리가 나고 게이지가 푸른색으로 바뀔 때까지 영력 만료 상태는 계속돼 그동안은 게이지가 쌓여 있게 보여도 총은 쓸 수 없고, 가드 해도 깎는 손해가 발생, 부적절한 가드를 할 경우 가드가 실패, 공중 가드 불능이 되는 등 다양한 단점이 발생한다.

## 등장인물

### 이부키 스이카
환상향에 나타난 오니. 머리에는 꼬아진 2개의 긴 뿔이 돋아 있다. 금발의 후두부에는 큰 빨간 리본을 묶고있다.
상당한 애주가로 항상 술을 마시고 취해있다. 《췌몽상》과 《비상천》과 《비상천칙》( 《비상천》의 어펜드 디스크로 사용할 경우) 게임 중의 도트 그림에서는 항상 이리저리 휘청거리고 있다. 본인 가라사대 "수백 년 전부터 애주가" 작은 몸에도 걸맞지 않는 괴력을 갖고 있으며, 마음만 먹으면 요괴의 산을 무너뜨릴 수 있다고 호언하고 있다. 오니의 종족 특성상 승부사를 좋아하고 거짓말을 싫어하고 술을 즐기는 호쾌한 성격이며, 정이 두텁고 동료는 결코 배신하지 않으며 원수에 대해서는 용서가 없다. 다만 성격적으로는 다소 자기 멋대로이고 성실성이 결여되어 오니 중에서는 이단아로 알려져 있다.
〈이부키효〉라는 표주박을 가지고 있으며, 여기에는 술벌레酒虫 라는 물을 다량의 술로 바꾸는 생물의 체액이 발라져 있어서 따라 술이 무한정 우러나온다. 그러나 뒤집힘 방지를 위한 마개가 붙어있어 한 번에 나오는 술의 양은 표주박의 분량에 한정된다.
그녀가 가지는 "밀도를 다루는 정도의 능력 '은 모든 사물의 밀도를 자유자재로 조종하는 능력이다. 물질의 밀도를 높이면 물체에 고열이 발생해 용해되고, 반대로 밀도를 내리면 안개 상태가 된다. 사용하는 스펠 카드나 기술 중 일부에는 자신의 작은 분신을 생성하고 몸을 거대화 시키거나 하는 것 등이 있다. 몸을 분쇄할 수 있으며, 이 때 상대방은 전혀 건드릴 수 없는 상태가 되어, 일방적으로 싸울 수 있게 된다.. 《췌몽상》에서는 환상향을 덮을 정도로 얇게 퍼져 환상향 중의 사건을 바라 보는 일도 있다. 또 사람들의 의식 같은 형태가 없는 물건을 모으는 것도 가능하며, 《췌몽상》의 이변은 이 능력의 영향이다. 또한 보름달이 비치는 하늘 (캐노피)을 분쇄하고 대폭발을 일으켜 쏟아진 달의 조각을 분쇄하고 다시 원상복귀시킨 적도 있지만 이 능력에 의한 소행인지는 명시되어 있지 않다. 스이카를 칼로 벤 콘파쿠 요우무는 "칼의 반응이 이상하다"고 발언하고 있다.
환상향에 나타나기 전에는 지저에 살았다. 이전에 요괴의 산에 살고 있었던 〈산의 사천왕〉 중의 1명이었다. 오니는 "요괴의 산"의 텐구와 캇파의 상사에 해당하는 존재였기 때문에, 산의 요괴는 지금도 스이카에 대해서는 고개를 들지 못하는 상태이다.
《췌몽상》의 일부 엔딩에서 하쿠레이 신사에서 지내는 모습이 그려져 있다. 《구문사기》에서는 요괴의 산이 주요 활동 장소로 되어 있지만, 《비상천》에서 요괴의 산을 방문했을 때에는 〈그리웠어〉라고 발언하고 있다. 《삼월 정》 제2부 제18화에서는 지저에 있는 오니의 나라와 왕래하고 있다. 또한 《비상천》에서는 천계를 방문해 히나나위 텐시에게 천계의 일부를 자신에게 이양하도록 요구하여 텐시와 싸우고 스이카가 이 전투에서 승리했기 때문에 현재는 천계에 눌러 앉아 있는 상황이다.
《췌몽상》에서는 사이교우지 유유코가 《요요몽》에서 봄을 모은 탓에 벚꽃의 계절이 장마철 이전의 짧은 기간으로 단축되어 연회가 줄어든 것을 불만스럽게 생각하고, 능력으로 사람을 모아 레이무에게 3 일 간격으로 연회를 실시하게 하고 그 소란통에 다른 오니들을 환상향으로 복귀시키려고 했다.
야쿠모 유카리에 대해서는 "신용이 안돼" "존재 자체가 사기"라고 말하고 있지만, 서로 친한 친구 관계에 있다.
《지령전》에서는 지원 요괴로 하쿠레이 레이무에게 힘을 빌려준다. 같은 사천왕의 한 명이었던 호시구마 유우기星熊勇儀와도 사이가 좋다.
원래 환상향에 오니가 살고 있었지만, 그 오니가 사라진 후 어느덧 환상향에서는 오니 퇴치 방법이 없어지고 말았다. 스이카는 오니이기 때문에 현재 환상향에서는 누구에게도 퇴치 할 수 없는 존재가 되고 말았다. 그러나 스이카는 적어도 돌아오고 나서 한때 환상향 오니 가 인간에 행해왔던 〈인간 납치〉를 하지 않는 것 같다. 《췌몽상》스이카 루트의 엔딩에 따르면, 스이카가 미숙한 것이 아니라 레이무의 능력 (본인에게 자각은 없다)에 의한 것이다.
그녀가 몸에 감겨있는 쇠사슬은 "오니"의 이미지를 나타내고, 원 • 삼각 • 사각 분동은 각각 〈조밀〉 〈희박〉 〈스이카 자신〉을 나타내고 있다.
기본적으로 직선적으로 말하는 성격이고 절대적인 힘에 절대적인 자신감을 갖고 있어서 어떤 상대와 대치하더라도 여유있는 태도를 무너뜨리는 일이 없다. 친구이기도 한 야쿠모 유카리에 대해서만큼은 자신과 대등한 존재로 인정하고 있다.

### 기존 등장인물
- 하쿠레이 레이무

하쿠레이 신사의 무녀. 연회에 불길한 예감을 느끼고 있기 때문에 수상한 사람을 닥치는 대로 공격한다. 하쿠레이 신사가 연회장이 되고 있는 일에 골머리를 앓고 있다.
- 키리사메 마리사

마법사. 수상한 요기를 수상히 여겨 조사를 한다. 연회의 간사를 맡고 있다.
- 이자요이 사쿠야

홍마관의 메이드. 연회 때마다 높아지는 요기를 수상히 여겨 조사를 한다.
- 앨리스 마가트로이드

마법사. 요기를 미심쩍게 생각한다. 인간들이 움직이지 않기 때문에 어쩔 수 없이 조사를 한다.
- 파추리 널리지

마녀. 평소에는 스스로 행동하는 일은 없지만 이번 잔치에 큰 소동을 일으킨다.
- 콘파쿠 요우무

반인반령. 레이무와 마찬가지로 수상한 사람을 닥치는 대로 베어 간다.
- 레밀리아 스칼렛

흡혈귀. 이전의 이변 범인이기 때문에 레이무 등에게 이번 소동에서도 범인이라고 의심되(규정돼)고 있다.
대전 모드에서 레밀리아를 선택할 경우 낮 스테이지를 선택해도 강제로 밤 또는 실내 스테이지가 선택되는데, 이것은 레밀리아의 〈햇빛에 약하다〉라는 설정의 반영이다.
- 사이교지 유유코

망령. 이전의 이변 범인이기 때문에 홍마관의 면면으로는 이번 소동에서도 범인이라고 의심되(규정돼)고 있다.
- 야쿠모 유카리

경계를 조종하는 요괴. 6면 보스. 소동을 쫓는 면면을 스이카에 만난다. 보랏빛 스토리 모드에서는 각자에서 주류를 빼앗아 가는 내용이 있다.
- 홍 메이링

홍마관의 문지기. 황혼 프론티어의 홈페이지가 공개할 패치것으로 생각된다. 스토리 모드는 없다. 또 대전 모드에서의 회화도 미스즈에 관한 부분만은 황혼 프론티어의 멤버가 서술했다.
캐릭터는 아니지만 일부 기술(철자 카드)와 스토리 모드의 엔딩에서 등장 인물은 다음과 같다.
- 야쿠모 란
- 첸

## 음악
이들 악곡은 황혼 프론티어 제작의 오리지널 사운드 트랙 『 환상곡 발췌 』(코믹 마켓 68(8월 14일)에서 반포)에 수록되고 있다

## 같이 보기
- 동방비상천 ~ Scarlet Weather Rhapsody